# Cannabielsoino
Il cannabielsoino (CBE) è stato identificato come un nuovo metabolita del cannabidiolo (CBD).
Questo cannabinoide è stato osservato per la prima volta nel 1983 dai ricercatori della Ohio State University in Giappone, che erano particolarmente interessati al meccanismo di formazione biologica del CBE dal CBD.